# Hampe de drapeau d'Aqaba

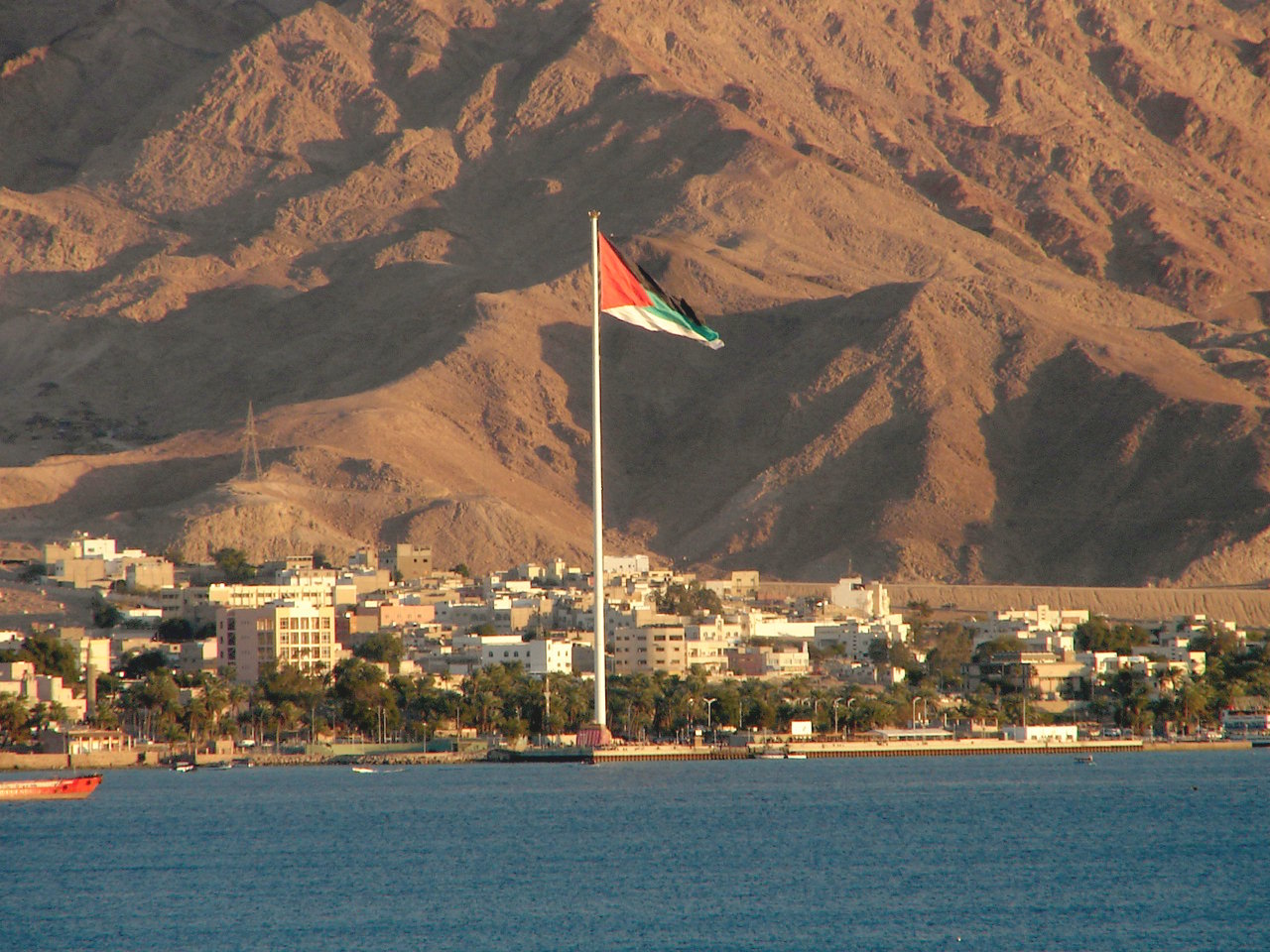
La hampe de drapeau d'Aqaba, en Jordanie, vue de la mer.

Le drapeau de la révolte arabe.

La hampe de drapeau d'Aqaba en Jordanie est, avec une hauteur de 132 mètres, la cinquième plus haute hampe au monde ne bénéficiant pas de haubans. Elle porte généralement le drapeau de la Révolte arabe, en l'honneur de laquelle le monument a été édifié en 2004. Se trouve ainsi perpétué le souvenir de la bataille d’Aqaba remportée  le 6 juillet 1917 par les troupes de la Révolte arabe. Cette hampe peut également être vue d'Israël, d'Égypte et d'Arabie saoudite.
Elle figure en cinquième position après la hampe de drapeau d'Achgabat au Turkménistan et devance celle située à Amman, également en Jordanie.

## Informations techniques
Hauteur de la hampe : 132 mètres plus la couronne.

Poids de la hampe : 172 tonnes.

Nombre de sections : 11.

Diamètre au pied de la hampe : 103 pouces ~ 2,62 m.

Diamètre au sommet de la hampe : 42 pouces ~ 1,07 m.

Taille du drapeau : 30 X 60 mètres.

Matière du drapeau : polyester.

Vitesse maximale supportée : (hampe et drapeau) - 140 km/h.

Vitesse maximale supportée : (hampe seule) - 210 km/h.

Zone sismique : 4 (Uniform Building Code).

Plus proche source sismique : moins de 2 km (Rift d'Aqaba).

## Codes
ANSI/NAAMFP-1001-97 – Guide Specification for Design Loads of Metal Flagpoles.

Standard Specification for Structural Supports for Highway Signs, AASHTO.